# روی لی
روی لی (Roy Lee؛ زادهٔ ۲۳ مارس ۱۹۶۹) یک تهیه‌کننده فیلم اهل ایالات متحده آمریکا است.
روی لی به همراه داگ دیوسن در سال ۲۰۰۱ شرکت فیلمسازی ورتیگو اینترتینمنت را تأسیس نمود.

## فیلم‌شناسی

### تهیه کنندگی
- فیلم لگو (۲۰۱۴)
- حلقه‌ها (فیلم ۲۰۱۷)
- بی‌خواب (فیلم ۲۰۱۷)
- فیلم لگو بتمن (۲۰۱۷)
- دفتر مرگ (فیلم ۲۰۱۷)
- آن (فیلم ۲۰۱۷)
- فیلم لگو ۲: بخش دوم
- گودزیلا: سلطان هیولاها (فیلم ۲۰۱۹) (تهیه‌کننده اجرایی)
- آن: بخش دوم (۲۰۱۹)